# 安平文朱殿
安平文朱殿，是位於臺南市安平區的廟宇，主祀托塔天王李靖與北宋參知政事范仲淹（范府千歲），在地人稱之為「王爺宮」，興建於清嘉慶三年（1798年），為安平舊聚落海頭社角頭的信仰中心。

## 沿革

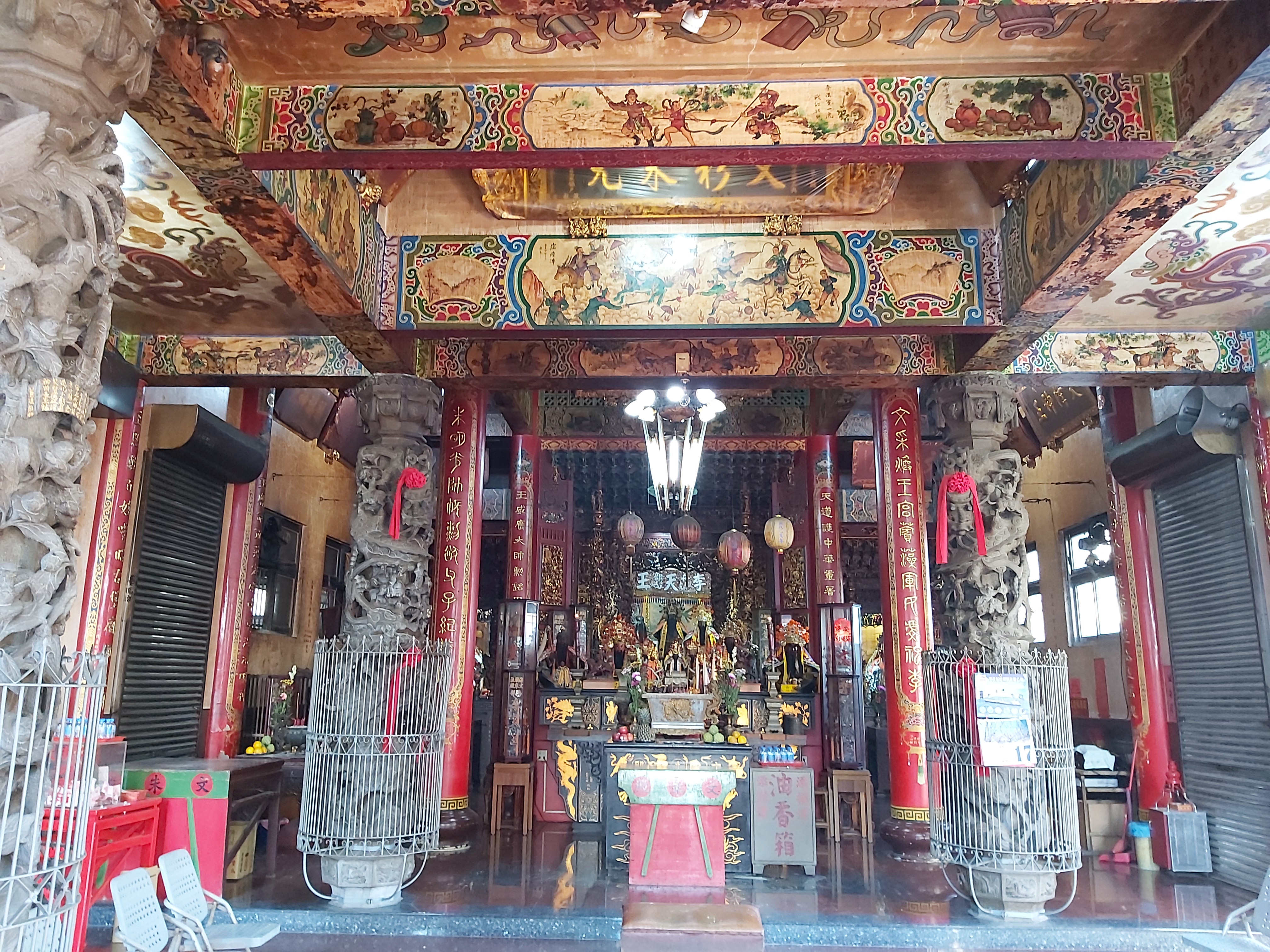
安平文朱殿室內

文朱殿創建於清嘉慶三年（1798年），後於嘉慶十八年（1813年）、道光二年（1822年）、日治明治四十年（1907年）及昭和七年（1932年）屢有修葺，1966年改建、1969年竣工，門神三十六官將彩繪為潘麗水作品，廟門匾額「文朱殿」三字由書法家朱玖瑩親題。殿內有玉勒東寮宮代天巡狩王船一艘，另相傳該廟興建於風水學之「烘爐穴」上，故自建廟以來每逢水災文朱殿皆未受水害。據文朱殿青年軍副會長陳佑青表示，該廟原先主祀范府千歲，1822年作為開基主神的范府千歲降旨敦請兵部李天王入廟供奉，至日治時期文朱殿信眾南下高雄哈瑪星打拚，將范府千歲與朱府千歲的金身恭請南下，李天王成為文朱殿主神。1945年臺灣光復後，鄰近的海山館被安平民眾買下修建成三合院式住宅，館內原先祀奉的伍福大帝、文玄大帝、孫娘娘神尊移祀文朱殿供奉。1949年，范府千歲由旅高境民迎至高雄哈瑪星文龍宮祀奉，1951年文龍宮竣工，至此兩廟皆主祀范府千歲及李天王，維繫「協贊」關係。由於李天王掌管兵部，從而吸引役男或從軍人士前往祈求兵役順利。2017年9月19日，廟方發現一尊有百年歷史、價值約新台幣兩萬元的三太子哪吒木造神像失蹤，隔日確定是遭竊後向警方報案，但因廟內監視器早已毀損未能拍攝到竊賊畫面，警方認為追回機會渺茫，廟方灰心之餘重新雕造神像。

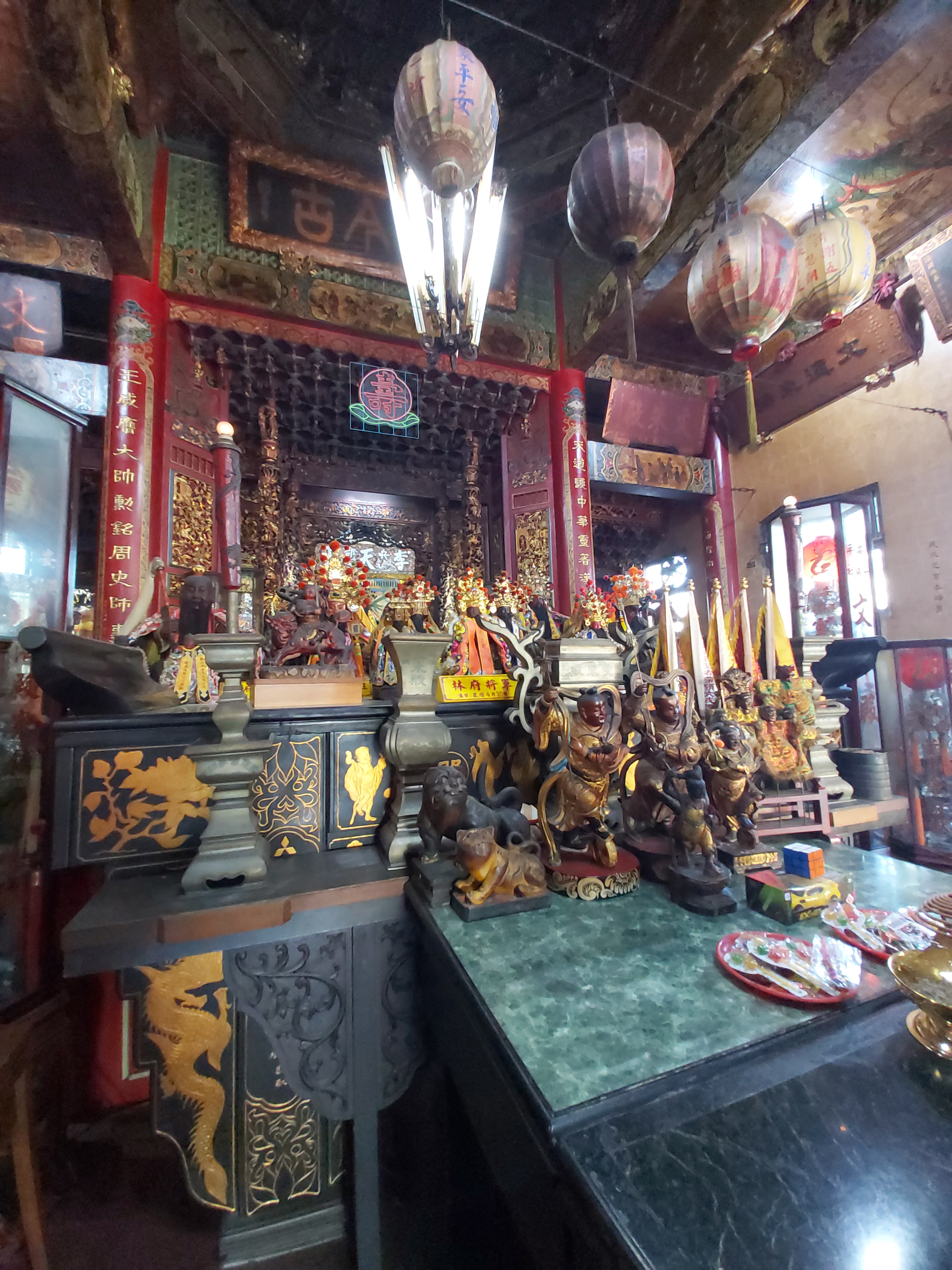
正殿
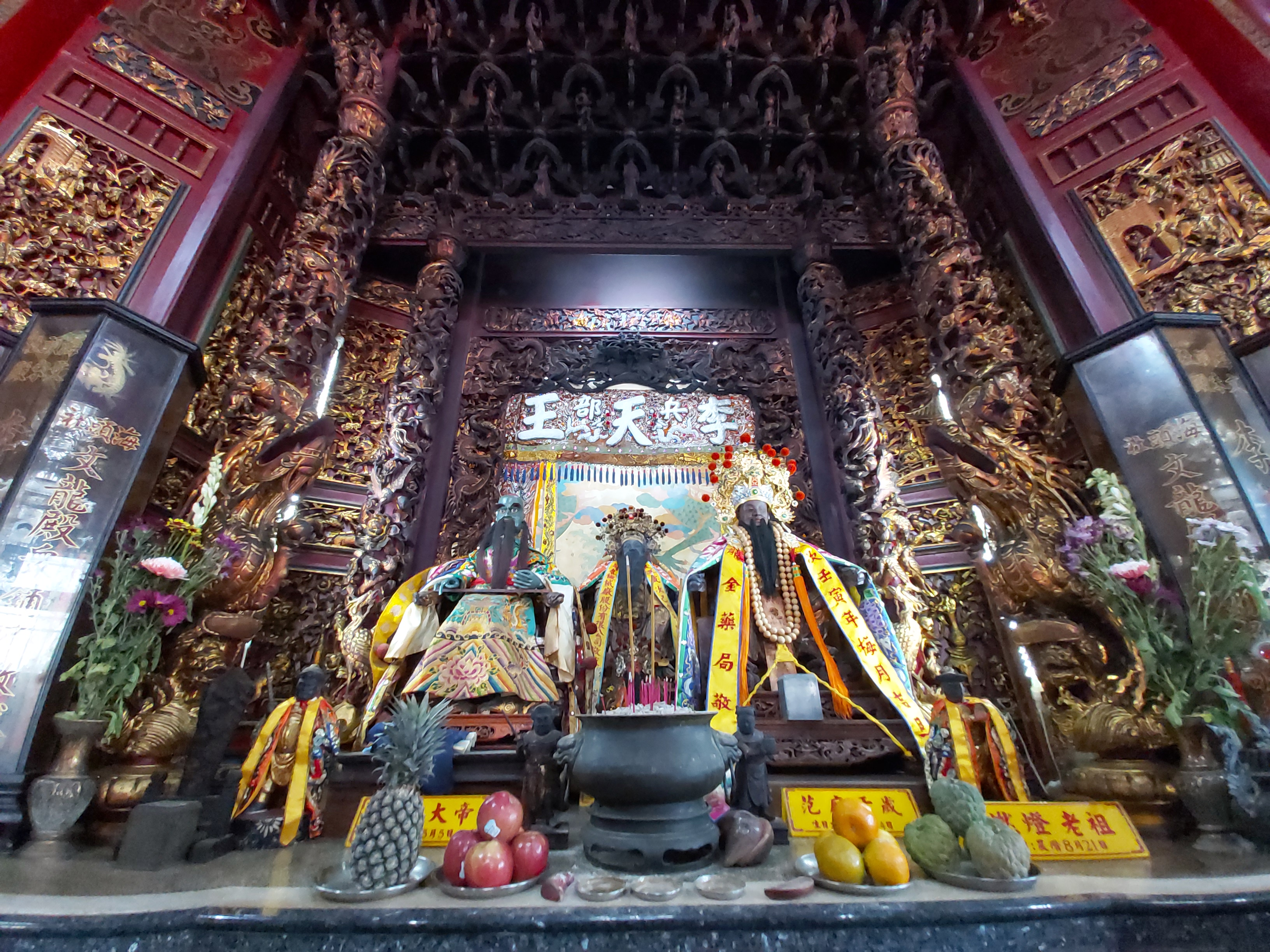
兵部李天王神龕
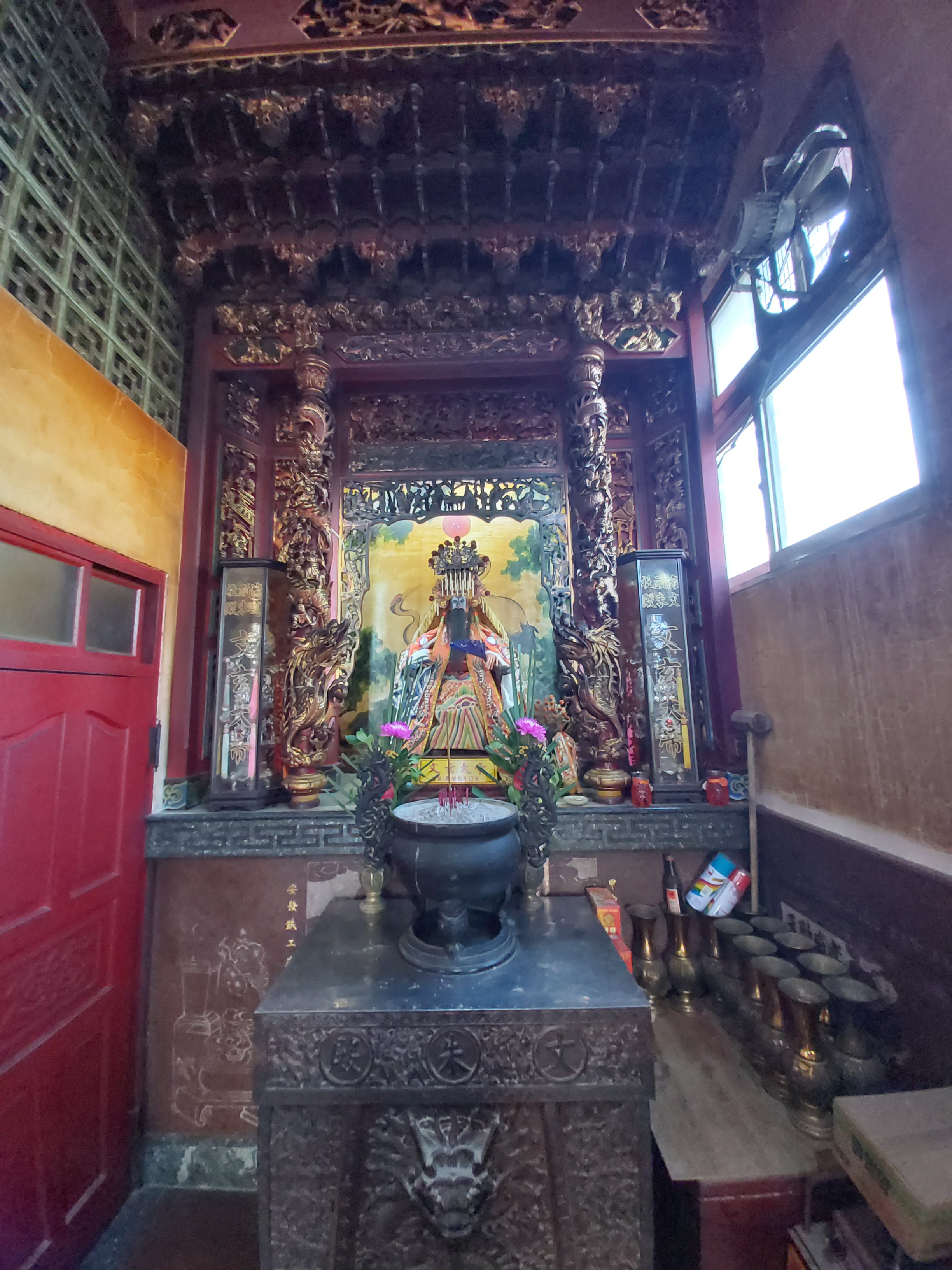
文玄大帝神龕
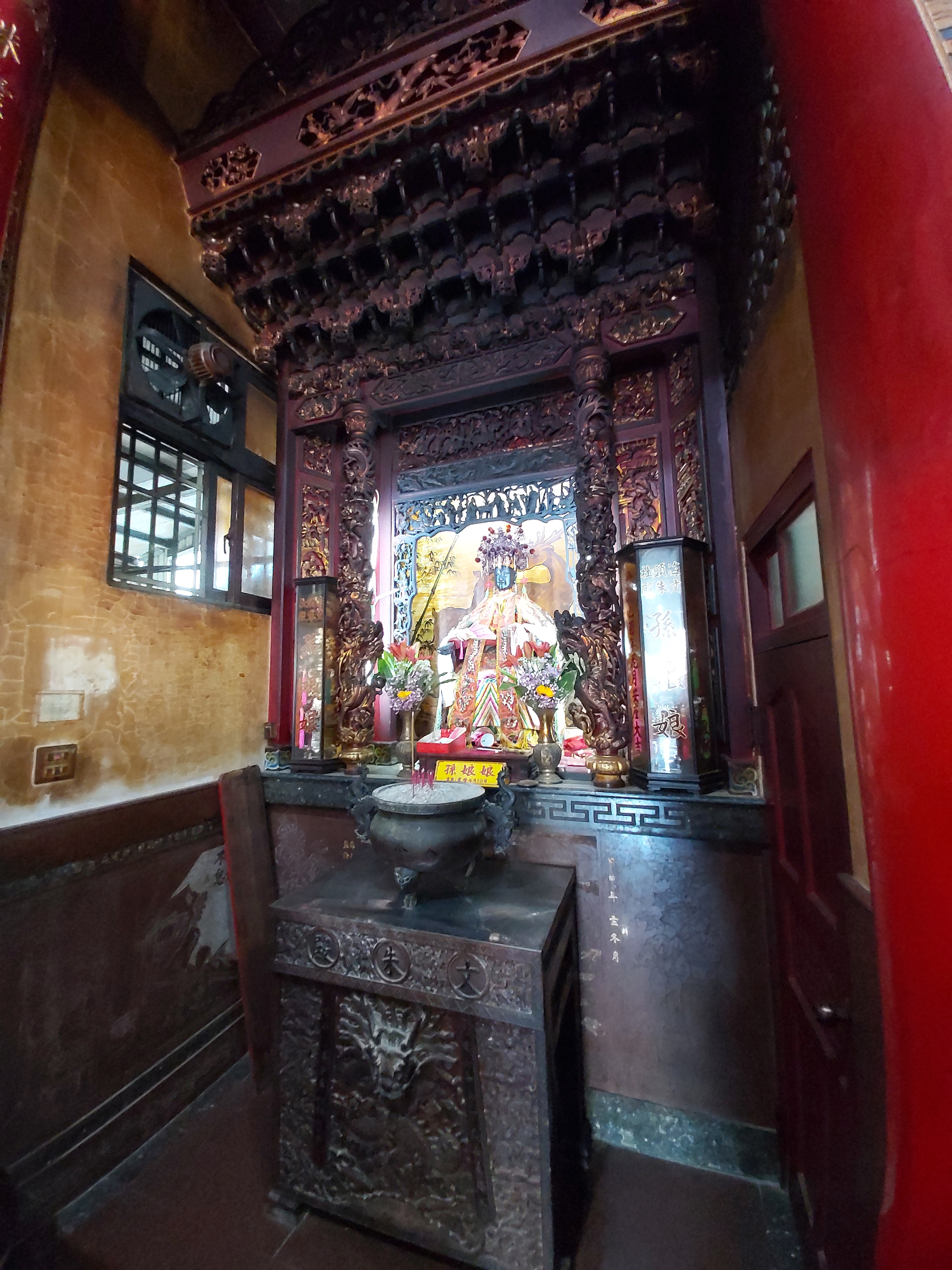
孫娘娘神龕
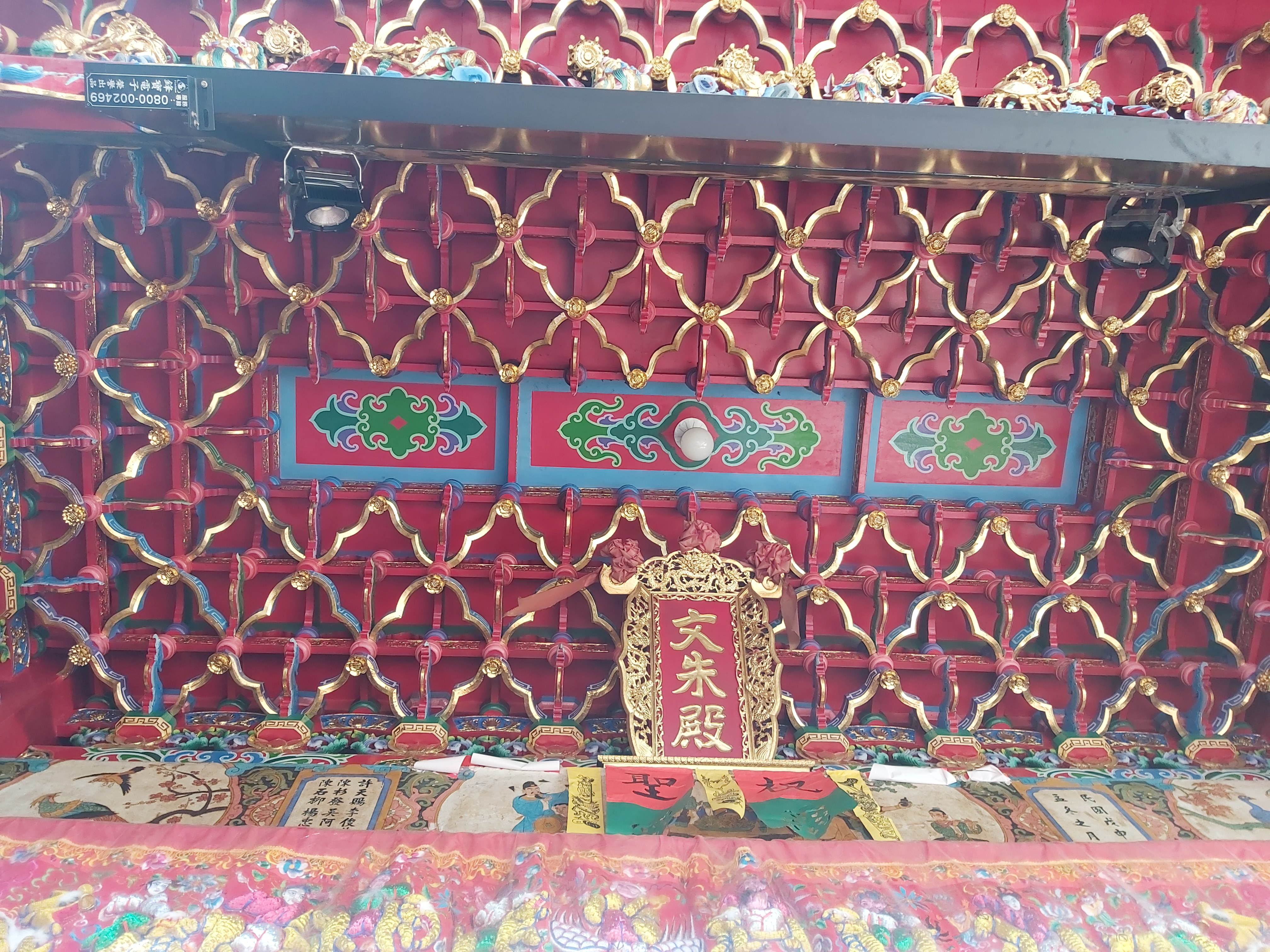
匾額

## 祭典
文朱殿每年祭典為每年農曆四月廿一日李天王聖誕，由於李天王為哪吒之父，每逢聖誕前夕皆有不少三太子神尊會前來廟內祝壽；范府千歲聖誕則是每年農曆四月廿四日，全國各地的分靈神尊也會在聖壽當日來廟參與壽慶。

## 外部連結
- 安平海頭社文朱殿的Facebook專頁
- 台灣唯一供奉范仲淹的廟 安平海頭社文朱殿